# Sandra Locher Benguerel

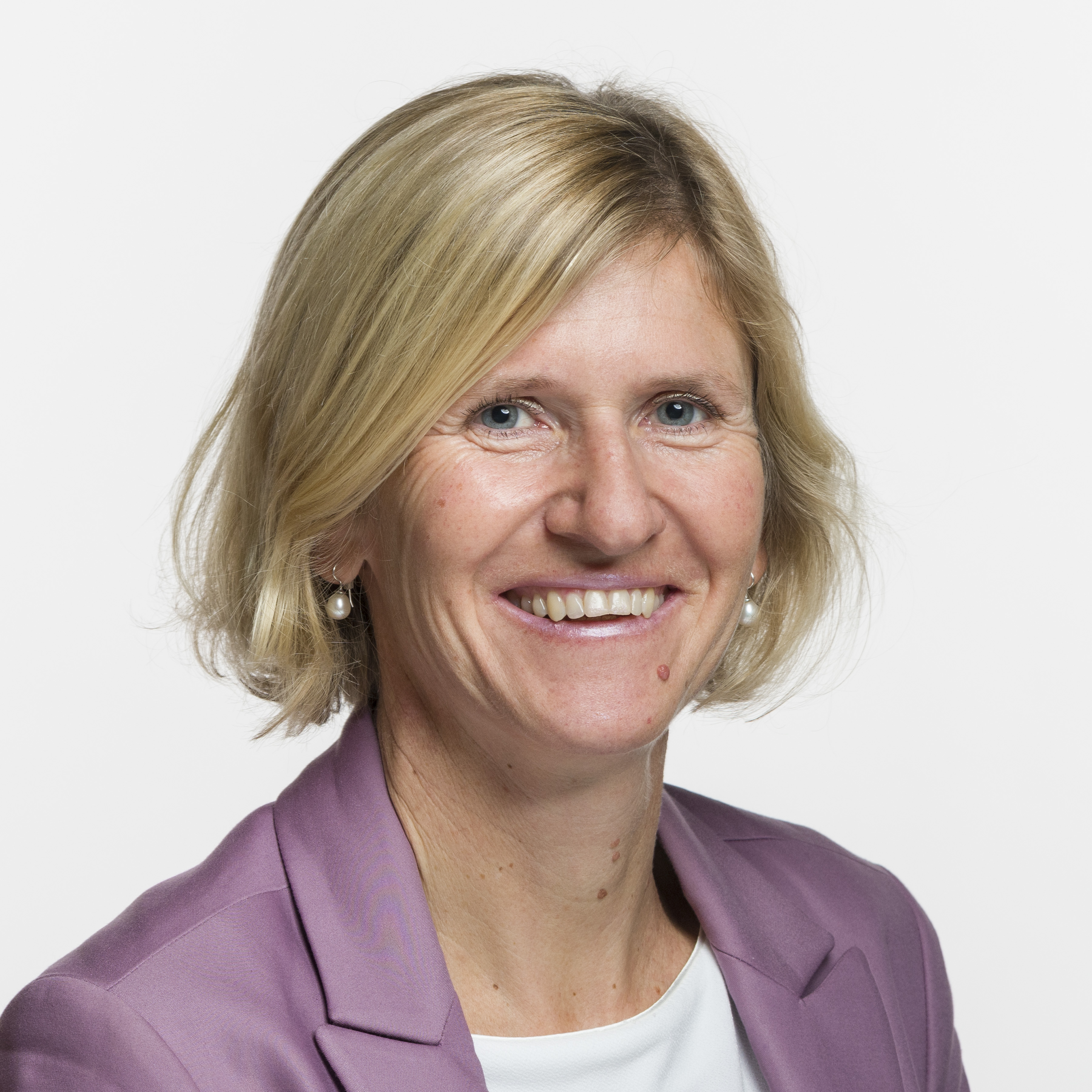
Sandra Locher Benguerel (2019)

Sandra Locher Benguerel (* 16. September 1975 in Solothurn; heimatberechtigt in Hasle bei Burgdorf) ist eine Schweizer Politikerin (SP).

## Leben
Sandra Locher Benguerel ist in Lüterkofen-Ichertswil im Kanton Solothurn aufgewachsen. Sie bildete sich am kantonalen Lehrerseminar in Solothurn zur Lehrerin aus und unterrichtete ab 1996 in den Kantonen Solothurn, St. Gallen und Graubünden als Primarlehrerin. Seit 2005 unterrichtet sie an der Scola Bilingua in Chur und seit 2002 als Praxislehrperson an der Pädagogischen Hochschule Graubünden, wo sie seit 2014 Mitglied des Hochschulrates ist. Sie ist verheiratet und lebt in Chur.

## Politik
Sandra Locher Benguerel ist seit 2010 Mitglied des Grossen Rates des Kantons Graubünden, wo sie von 2010 bis 2014 Präsidentin der Kommission für Bildung und Kultur war. Seit 2014 ist sie Vizepräsidentin der Kommission für Bildung und Kultur und seit 2010 Fraktionsvizepräsidentin der SP.
Bei den nationalen Parlamentswahlen vom 20. Oktober 2019 wurde sie für die SP in den Nationalrat gewählt.
Locher Benguerel ist seit 2008 Mitglied des kantonalen Parteivorstandes und war von 2009 bis 2016 Mitglied der Geschäftsleitung der SP Graubünden. Seit 2007 ist sie Geschäftsleitungsmitglied und seit 2015 Präsidentin des Verbands Lehrpersonen Graubünden. Sie ist seit 2015 Präsidentin des Kantonalen Mädchenparlaments und seit 2014 Präsidentin der Begleitgruppe des Projekts Versorgt in Zusammenarbeit mit dem Frauenkulturarchiv Graubünden.